# Schülp b. Nortorf
Schülp bei Nortorf er en kommune og en by i det nordlige Tyskland, beliggende i Amt Nortorfer Land i den sydøstlige del af Kreis Rendsborg-Egernførde. Kreis Rendsborg-Egernførde ligger i den centrale del af delstaten Slesvig-Holsten.

## Geografi
Schülp ligger syd for Borgdorfer See, omkring ti kilometer nord for Neumünster mellem Bundesstraße 205 og Bundesautobahn 7 fra Neumünster mod Rendsborg.